# Natovenator
Natovenator è un genere estinto di dinosauro teropode dromaeosauride, vissuto nel Cretacico superiore in quella che oggi è l'attuale Mongolia. Il genere contiene una sola specie, N. polydontus.

## Scoperta e denominazione
L'olotipo di Natovenator (MPC-D 102/114) proviene dalla formazione Barun Goyot, in particolare dalla località di Hermiin Tsav, situata nella provincia dell'Ômnôgov', in Mongolia. Esso consiste in uno scheletro parzialmente articolato che comprende anche un cranio quasi completo.
Il nome generico combina le parole latine "nato" (nuoto) e "venator" (cacciatore), in riferimento alle ipotizzate capacità natatorie e alla possibile dieta piscivora, mentre il nome specifico combina le parole greche "polys" (tanti) e "odous" (dente), in riferimento ai numerosi denti posseduti dalla specie.

## Descrizione

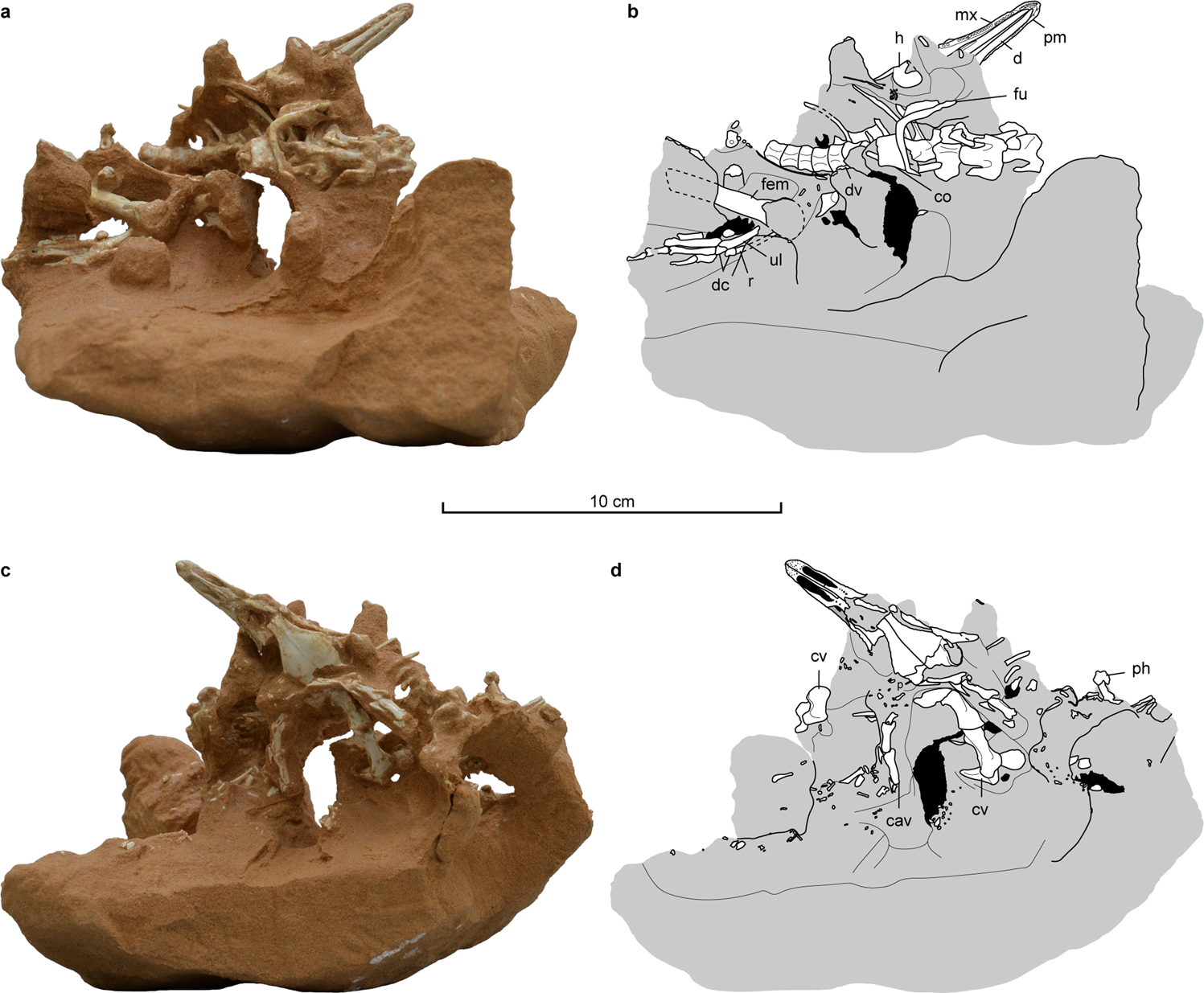
Blocco contenente lo scheletro di Natovenator

Natovenator era un dromaeosauride di piccole dimensioni, con una morfologia simile in molti aspetti ad Halszkaraptor (facente parte della stessa sottofamiglia). Il muso di Natovenator era formato da ossa premascellari, appiattite e perforate da numerosi forami, che ospitano 13 denti premascellari. Il collo era molto allungato e formato da 10 vertebre cervicali. Le coste dorsali hanno una morfologia peculiare: sono infatti appiattite e rivolte all'indietro, e conferiscono alla gabbia toracica una forma appiattita e idrodinamica, simile a quella di molti uccelli piscivori (come ad esempio la gazza marina) e degli ornitorinchi. Come in Halszkaraptor, omero e ulna erano appiattiti ed erano probabilmente utilizzati per la propulsione durante il nuoto.

## Classificazione
L'analisi filogenetica condotta da Lee et al. (2022) posiziona Natovenator all'interno della sottofamiglia Halszkaraptorinae, insieme a Halszkaraptor, Mahakala e Hulsanpes.
|  | Halszkaraptor                                                                        |
|  |                                                                                      |
|  | \| \| Natovenator \| \| \| \| \| \| Hulsanpes \| \| \| \| \| \| Mahakala \| \| \| \| |
|  |                                                                                      |
|  | Natovenator                                                                          |
|  |                                                                                      |
|  | Hulsanpes                                                                            |
|  |                                                                                      |
|  | Mahakala                                                                             |
|  |                                                                                      |

|  | Natovenator |
|  |             |
|  | Hulsanpes   |
|  |             |
|  | Mahakala    |
|  |             |

|  | Zhenyuanlong                                                    |
|  |                                                                 |
|  | Microraptoria                                                   |
|  |                                                                 |
|  | \| \| Bambiraptor \| \| \| \| \| \| Eudromaeosauria \| \| \| \| |
|  |                                                                 |
|  | Bambiraptor                                                     |
|  |                                                                 |
|  | Eudromaeosauria                                                 |
|  |                                                                 |

|  | Bambiraptor     |
|  |                 |
|  | Eudromaeosauria |
|  |                 |

|  | Zhenyuanlong                                                    |
|  |                                                                 |
|  | Microraptoria                                                   |
|  |                                                                 |
|  | \| \| Bambiraptor \| \| \| \| \| \| Eudromaeosauria \| \| \| \| |
|  |                                                                 |
|  | Bambiraptor                                                     |
|  |                                                                 |
|  | Eudromaeosauria                                                 |
|  |                                                                 |

|  | Bambiraptor     |
|  |                 |
|  | Eudromaeosauria |
|  |                 |

|  | Zhenyuanlong                                                    |
|  |                                                                 |
|  | Microraptoria                                                   |
|  |                                                                 |
|  | \| \| Bambiraptor \| \| \| \| \| \| Eudromaeosauria \| \| \| \| |
|  |                                                                 |
|  | Bambiraptor                                                     |
|  |                                                                 |
|  | Eudromaeosauria                                                 |
|  |                                                                 |

|  | Bambiraptor     |
|  |                 |
|  | Eudromaeosauria |
|  |                 |

|  | Zhenyuanlong                                                    |
|  |                                                                 |
|  | Microraptoria                                                   |
|  |                                                                 |
|  | \| \| Bambiraptor \| \| \| \| \| \| Eudromaeosauria \| \| \| \| |
|  |                                                                 |
|  | Bambiraptor                                                     |
|  |                                                                 |
|  | Eudromaeosauria                                                 |
|  |                                                                 |

|  | Bambiraptor     |
|  |                 |
|  | Eudromaeosauria |
|  |                 |

|  | Halszkaraptor                                                                        |
|  |                                                                                      |
|  | \| \| Natovenator \| \| \| \| \| \| Hulsanpes \| \| \| \| \| \| Mahakala \| \| \| \| |
|  |                                                                                      |
|  | Natovenator                                                                          |
|  |                                                                                      |
|  | Hulsanpes                                                                            |
|  |                                                                                      |
|  | Mahakala                                                                             |
|  |                                                                                      |

|  | Natovenator |
|  |             |
|  | Hulsanpes   |
|  |             |
|  | Mahakala    |
|  |             |

|  | Zhenyuanlong                                                    |
|  |                                                                 |
|  | Microraptoria                                                   |
|  |                                                                 |
|  | \| \| Bambiraptor \| \| \| \| \| \| Eudromaeosauria \| \| \| \| |
|  |                                                                 |
|  | Bambiraptor                                                     |
|  |                                                                 |
|  | Eudromaeosauria                                                 |
|  |                                                                 |

|  | Bambiraptor     |
|  |                 |
|  | Eudromaeosauria |
|  |                 |

|  | Zhenyuanlong                                                    |
|  |                                                                 |
|  | Microraptoria                                                   |
|  |                                                                 |
|  | \| \| Bambiraptor \| \| \| \| \| \| Eudromaeosauria \| \| \| \| |
|  |                                                                 |
|  | Bambiraptor                                                     |
|  |                                                                 |
|  | Eudromaeosauria                                                 |
|  |                                                                 |

|  | Bambiraptor     |
|  |                 |
|  | Eudromaeosauria |
|  |                 |

|  | Zhenyuanlong                                                    |
|  |                                                                 |
|  | Microraptoria                                                   |
|  |                                                                 |
|  | \| \| Bambiraptor \| \| \| \| \| \| Eudromaeosauria \| \| \| \| |
|  |                                                                 |
|  | Bambiraptor                                                     |
|  |                                                                 |
|  | Eudromaeosauria                                                 |
|  |                                                                 |

|  | Bambiraptor     |
|  |                 |
|  | Eudromaeosauria |
|  |                 |

|  | Zhenyuanlong                                                    |
|  |                                                                 |
|  | Microraptoria                                                   |
|  |                                                                 |
|  | \| \| Bambiraptor \| \| \| \| \| \| Eudromaeosauria \| \| \| \| |
|  |                                                                 |
|  | Bambiraptor                                                     |
|  |                                                                 |
|  | Eudromaeosauria                                                 |
|  |                                                                 |

|  | Bambiraptor     |
|  |                 |
|  | Eudromaeosauria |
|  |                 |